# Hjördis Nordin-Tengbom
Hjördis Nordin-Tengbom (født 2. januar 1877 i Stockholm død 11. januar 1969) var en svensk billedhugger, maler, tegner og grafiker. Hendes billedkunst bestod primært af portrætter, genrebilleder, blomsterstilleben og landskabsmalerier.

## Biografi
Hjördis Nordin-Tengboms forældre var tømrermester Lars August Nordin og hans kone Ida Josefina Hansson, og hendes storesøster var billedhuggeren og håndværkeren Alice Nordin. Fra 1905-1927 var Hjördis Nordin gift med arkitekt Ivar Tengbom og var mor til arkitekten Anders Tengbom, fyrstinden Ann-Mari von Bismarck (1907-1999) og kunstneren Yvonne Birgitta Tengbom-Wennerholm.
Hjördis Nordin voksede op i Stockholm og blev uddannet 1893-1895 på Tekniska skolan, fra 1895–1897 på Högre konstindustriella skolan og lejlighedsvis i perioden 1898–1903 ved Kungliga Akademien för de fria konsternas ætsningsskole i Stockholm. Hun fortsatte derefter sine studier i Académie Julian og Académie Colarossi i Paris fra 1903–1906 og fik inspiration gennem selvstudier ved rejser til Danmark, Norge, Italien, Storbritannien og Tyskland. Sammen med Märta Måås-Fjetterström udstillede hun på Galerie Moderne i Stockholm i 1931. Hun optrådte desuden i Salon des Beaux-Arts i Paris i 1905 og 1906, ved Lundudstillingen i 1907, Den baltiske Udstilling, Sveriges Allmänna Konstförenings udstillinger i Stockholm, Föreningen Svenska Konstnärinnors udstilling på Liljevalchs konsthall i 1927 og udstillingen Barnet i konsten, som blev vist på Nordiska museet i 1941. Hun var repræsenteret på den svenske kunstindustriudstilling i 1927 og i 1953 på en medaljekunstudstilling i København.
Som billedhugger har Hjördis Nordin-Tengbom hovedsageligt lavet portrætbuster, medaljer og plaketter, bl.a. har hun portrætteret Prinsesse Ingeborg af Danmark, Gustaf Clason, Johan Bojer, livlæge Harald Ernberg (1874–1937), Eric Wennerholm og Fredrik von Essen samt kreéret medaljer til Sommer-OL 1912. Som kunsthåndværker skabte hun sølvsmykker og belysningsarmaturer i kobber.
Som illustrator optrådte hun i tidsskriftet Thalia med sine blæktegninger. Hjördis Nordin-Tengboms kunst er repræsenteret ved bl.a. Sveriges Nationalmuseum og på Prins Eugens Waldemarsudde i Stockholm.